# Lista monitorów United States Navy
To lista monitorów służących w United States Navy. Wiele monitorów nosiło kilka nazw podczas służby.
Cała klasa okrętów wojennych wzięła swoją nazwę od pierwszego Monitora, zaprojektowanego w 1861 roku przez Johna Ericssona. Były to okręty posiadające niską wolną burtę, napęd parowy i pancerz burtowy. Uzbrojenie składało się z jednej lub dwóch, opancerzonych i obrotowych, wież działowych, inaczej niż tradycyjne okręty posiadające działa na burtach. Niska wolna burta oznaczała ze te okręty nie były przeznaczone do rejsów oceanicznych i zawsze istniało zagrożenie, że woda wedrze się do wnętrza statku i spowoduje zalanie i zatopienie okrętu. Zaletą takiego rozwiązania było zmniejszenie powierzchni jaka trzeba było opancerzyć.
Zostały zastąpione przez okręty posiadające większą dzielność morską: krążowniki pancerne i pancerniki.

## Monitory rzeczne
- ”Ozark”

### typNeosho
- ”Neosho”
- ”Osage”

### typMarietta
- ”Marietta”
- ”Sandusky”

## Monitory portowe
- ”Roanoke”

### typCasco
- ”Casco”
- ”Chimo”
- ”Cohoes”
- ”Etlah”
- ”Klamath”
- ”Koka”
- ”Modoc”
- ”Napa”
- ”Naubuc”
- ”Nausett”
- ”Shawnee”
- ”Shiloh”
- ”Squando”
- ”Suncook”
- ”Tunxis”
- ”Umpqua”
- ”Wassuc”
- ”Waxsaw”
- ”Yazoo”
- ”Yuma”

## Monitory przybrzeżne
- ”Monitor”

### typPassaic
- ”Passaic”
- ”Montauk”
- ”Nahant”
- ”Patapsco”
- ”Weehawken”
- ”Sangamon”
- ”Catskill”
- ”Nantucket”
- ”Lehigh”
- ”Camanche”

### typCanonicus
- ”Canonicus”
- ”Saugus”
- ”Tecumseh”
- ”Manhattan”
- ”Mahopac”
- ”Wyandotte”
- ”Ajax”
- ”Catawba”
- ”Oneota”

### typMilwaukee
- ”Milwaukee”
- ”Winnebago”
- ”Chickasaw”
- ”Kickapoo”

## Monitory morskie
- ”Dictator”
- ”Onondaga”
- ”Puritan”

### typMiantonomoh
- ”Miantonomoh”
- ”Monadnock”
- ”Agamenticus”
- ”Tonawanda”

### typKalamazoo
- ”Kalamazoo”
- ”Passaconaway”
- ”Quinsigamond”
- ”Shakamaxon”

## Monitory "New Navy"

### typPuritan
- ”Puritan”

### typAmphitrite
- ”Amphitrite”
- „Monadnock”(inne języki)
- ”Terror”
- ”Miantonomoh”

### typMonterey
- ”Monterey”

### typArkansas
- ”Arkansas”
- ”Nevada”
- ”Florida”
- ”Wyoming”

## Podobne okręty
- ”Keokuk”
- ”Spuyten Duyvil”
- ”Katahdin”